# کروپیونگتسا-راچیبوره
کروپیونگتسا-راچیبوره (به لهستانی:  Kropiwnica-Racibory) یک روستا در لهستان است که در گمینا کوبلین-بوژمه واقع شده‌است.